# Клешни

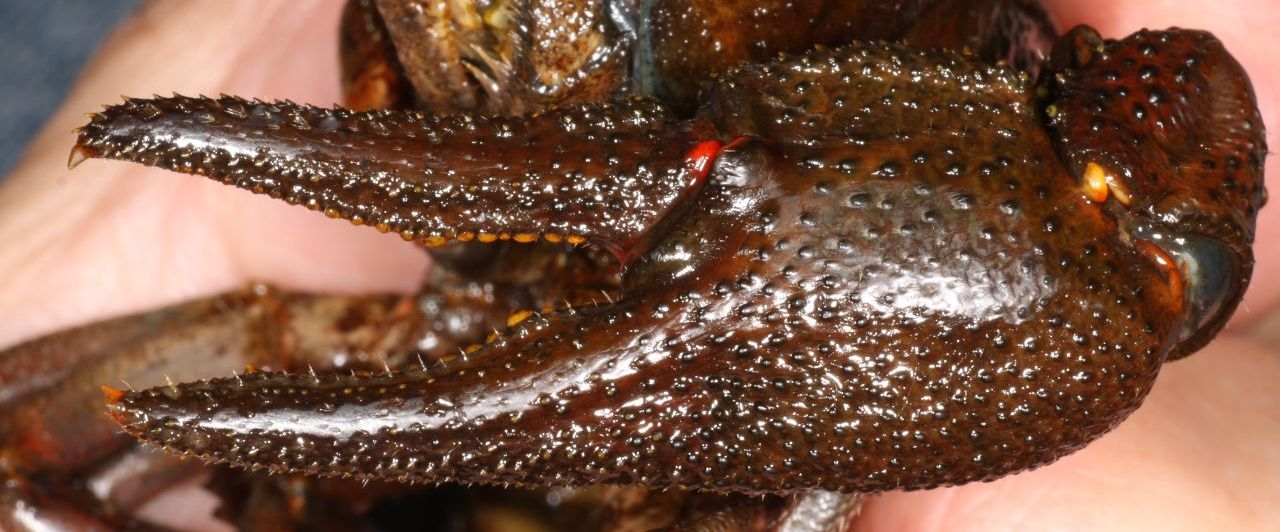
Клешня речного рака

Клешни — хватательные органы, которыми оканчиваются ноги, челюсти или усики (сяжки) некоторых членистоногих. При образовании клешней расширенный предпоследний членик ноги (или челюсти) сильно удлиняется с одной стороны, а последний членик, подвижно сочлененный с предпоследним, тоже удлиняется и получает способность пригибаться к выросту предпоследнего. Таким образом два последних членика образуют на конце ноги или челюсти щипцы, по большей части вооруженные коготками. Наиболее распространены клешни у ракообразных, где можно проследить всевозможные переходы от того случая, когда последний членик просто пригибается к расширенному предпоследнему, до того случая, когда мы встречаем типическую клешню (как, например, у речного рака) в виде щипцов. Предпоследний членик заключает сильные мускулы, приводящие в движение последний. Кроме ракообразных, клешни распространены среди паукообразных (например, у скорпионов, фаланг, ложноскорпионов) и морских пауков.
Клешня служит для удержания добычи, разрывания её, для защиты от врагов и очистки тела.